# Unione Sportiva Sassuolo Calcio 2016-2017
Questa voce raccoglie le informazioni riguardanti l'Unione Sportiva Sassuolo Calcio nelle competizioni ufficiali della stagione 2016-2017.

## Stagione
Dopo appena un triennio in Serie A, nella stagione 2016-2017 la formazione neroverde può esordire a livello continentale grazie al sesto posto del campionato precedente. Nel terzo turno preliminare di Europa League il Sassuolo sconfigge gli svizzeri del Lucerna, pareggiando 1-1 all'andata (gara che rappresenta il debutto assoluto in campo europeo) e vincendo per 3-0 al ritorno. Il play-off vede invece gli emiliani battere i serbi della Stella Rossa, con l'inversione di risultati (3-0 e 1-1). Il sorteggio svolto dall'UEFA inserisce i neroverdi nel girone F. In campionato, tuttavia, non viene replicato il tenore dell'anno precedente. Nella fase a gironi di coppa, il Sassuolo ottiene 5 punti nelle prime 4 giornate mantenendo vivo l'obiettivo della qualificazione. La speranza sfuma tuttavia alla penultima gara, per effetto della sconfitta (3-2) contro l'Athletic Bilbao. Il gruppo si conclude con un'altra disfatta, ad opera del Genk (0-2). La squadra termina il girone di andata del campionato con 8 punti di margine sulla zona retrocessione, divenuti 11 grazie alla vittoria sul Palermo. Subito dopo, viene eliminata in Coppa Italia dal Cesena.
Ormai privi di altri obiettivi all'infuori della salvezza, gli emiliani possono concentrarsi con maggior profitto sul tentativo di raggiungere la permanenza in massima categoria. Alla ventunesima giornata, il 3-1 in casa del Pescara porta a 14 lunghezze il distacco dal terzultimo posto. In occasione del 25º turno, battendo l'Udinese in trasferta (1-2) i neroverdi escono definitivamente dalle posizioni critiche. La matematica salvezza viene acquisita a fine aprile, quando un'altra affermazione esterna (per 3-1 in casa dell'Empoli) rende incolmabile per le inseguitrici il gap di classifica. Dopo aver battuto fuori casa anche l'Inter (sconfitta a domicilio persino l'anno prima), il Sassuolo si posiziona dodicesimo.

## Divise e sponsor
Il fornitore tecnico è Kappa, mentre lo sponsor ufficiale è Mapei. Per la stagione 2016-2017 il Sassuolo conferma come nelle precedenti annate una divisa casalinga a strisce verticali neroverdi, e una terza uniforme blu con dettagli neroverdi; novità invece per quanto concerne la seconda casacca, bianca con sbarra neroverde. In occasione dello storico debutto del club nelle coppe europee, viene inoltre realizzata una seconda versione (in tiratura limitata a 500 esemplari) della divisa casalinga, sempre neroverde ma contrassegnata da un unico e grande palo al centro del busto, sfoggiata unicamente nelle sfide di Europa League.
| Casa | Casa (Europa League) | Trasferta | Terza divisa |

## Organigramma societario
Area direttiva
- Presidente e amministratore delegato: Carlo Rossi
- Vicepresidenti: Adriana Spazzoli, Sergio Sassi
- Amministratore delegato e direttore generale: Giovanni Carnevali
- Direttore sportivo: Giovanni Rossi
- Responsabile area scouting: Mattia Baldini

Area organizzativa
- Team manager: Massimiliano Fusani
- Segreteria generale: Andrea Fabris
- Segretario sportivo: Gerardo Esposito
- Segreteria amministrativa: Rosanna Nandini
- Gestione magazzino: Luigi Piccolo
- Magazzinieri: Alfonso De Santo, Paolo Bondi, Manuel Aldini

Area comunicazione
- Responsabile:
- Ufficio stampa: Massimo Paroli, Massimo Pecchini
- Web e social network: Chiara Bellori
- Biglietteria: Barbara Prati
- Delegato ai tifosi: Remo Morini

Area marketing
- Area marketing, comunicazione e sponsorizzazioni: Master Group Sport

Area tecnica
- Direttore area tecnica: Guido Angelozzi
- Direttore sportivo: Filippo Spitaleri
- Allenatore: Eusebio Di Francesco
- Allenatore in seconda: Francesco Tomei
- Collaboratori tecnici: Danilo Pierini, Stefano Romano, Rino Gandini
- Preparatore dei portieri: Fabrizio Lorieri
- Elaborazione dati atletici: Marco Riggio
- Preparatori atletici: Nicandro Vizoco, Maurizio Fanchini, Franco Giammartino
- Preparatore recupero infortunati: Andrea Rinaldi

Area sanitaria
- Coordinatore sanitario: Claudio Pecci
- Responsabile sanitario: Franco Combi
- Medico sociale: Paolo Minafra
- Supporto scientifico e coordinamento preparazione atletica: Ermanno Rampinini (Centro Ricerche Mapei Sport)
- Assistenza nutrizionale: Luca Mondazzi (Centro Ricerche Mapei Sport)
- Fisioterapisti: Andrea Acciarri, Gennady Belenky, Nicola Daprile, Davide Valle
- Valutazioni funzionali: Centro Ricerche Mapei Sport

## Rosa
| N. |                    | Ruolo | Calciatore                      |
| -- | ------------------ | ----- | ------------------------------- |
| 1  | Italia (bandiera)  | P     | Alberto Pomini                  |
| 3  | Italia (bandiera)  | D     | Lorenzo Ariaudo                 |
| 4  | Italia (bandiera)  | C     | Francesco Magnanelli (capitano) |
| 5  | Italia (bandiera)  | D     | Luca Antei                      |
| 6  | Italia (bandiera)  | C     | Lorenzo Pellegrini              |
| 7  | Italia (bandiera)  | C     | Simone Missiroli                |
| 8  | Italia (bandiera)  | C     | Davide Biondini                 |
| 9  | Italia (bandiera)  | A     | Diego Falcinelli                |
| 9  | Italia (bandiera)  | A     | Pietro Iemmello                 |
| 10 | Italia (bandiera)  | A     | Nicola Sansone                  |
| 10 | Italia (bandiera)  | A     | Alessandro Matri                |
| 11 | Francia (bandiera) | A     | Grégoire Defrel                 |
| 12 | Italia (bandiera)  | C     | Stefano Sensi                   |
| 13 | Italia (bandiera)  | D     | Federico Peluso                 |
| 14 | Romania (bandiera) | A     | Marius Marin                    |
| 15 | Italia (bandiera)  | D     | Francesco Acerbi                |
| 16 | Italia (bandiera)  | A     | Matteo Politano                 |
| 17 | Italia (bandiera)  | C     | Nicholas Pierini                |
| 20 | Spagna (bandiera)  | D     | Pol Lirola                      |
| 21 | Italia (bandiera)  | D     | Leonardo Fontanesi              |
| 21 | Italia (bandiera)  | C     | Alberto Aquilani                |
| 22 | Italia (bandiera)  | C     | Luca Mazzitelli                 |
| 23 | Italia (bandiera)  | D     | Marcello Gazzola                |

| N. |                        | Ruolo | Calciatore               |
| -- | ---------------------- | ----- | ------------------------ |
| 25 | Italia (bandiera)      | A     | Domenico Berardi         |
| 26 | Italia (bandiera)      | D     | Emanuele Terranova       |
| 26 | Italia (bandiera)      | P     | Francesco Scavo          |
| 27 | Italia (bandiera)      | A     | Federico Ricci           |
| 28 | Italia (bandiera)      | D     | Paolo Cannavaro          |
| 29 | Italia (bandiera)      | A     | Marcello Trotta          |
| 29 | Italia (bandiera)      | D     | Luca Ravanelli           |
| 30 | Italia (bandiera)      | P     | Bryan Costa              |
| 31 | Italia (bandiera)      | A     | Simone Caputo            |
| 32 | Ghana (bandiera)       | C     | Alfred Duncan            |
| 33 | Italia (bandiera)      | C     | Giovanni Sbrissa         |
| 33 | Italia (bandiera)      | C     | Simone Franchini         |
| 35 | Italia (bandiera)      | C     | Leonardo Sarzi Maddinini |
| 38 | Croazia (bandiera)     | D     | Martin Erlić             |
| 39 | Italia (bandiera)      | D     | Cristian Dell'Orco       |
| 40 | Italia (bandiera)      | P     | Leonardo Vitali          |
| 47 | Italia (bandiera)      | P     | Andrea Consigli          |
| 55 | Paesi Bassi (bandiera) | D     | Timo Letschert           |
| 79 | Italia (bandiera)      | P     | Gianluca Pegolo          |
| 90 | Italia (bandiera)      | A     | Antonino Ragusa          |
| 91 | Italia (bandiera)      | C     | Karim Laribi             |
| 98 | Italia (bandiera)      | D     | Claud Adjapong           |

## Calciomercato

### Sessione estiva(dal 1º/7 al 31/8)
| Acquisti         | Acquisti             | Acquisti       | Acquisti                         | Acquisti |
| R.               | Nome                 | da             | Modalità                         |          |
| ---------------- | -------------------- | -------------- | -------------------------------- | -------- |
| D                | Cristian Dell'Orco   | Novara         | fine prestito                    |          |
| D                | Gian Marco Ferrari   | Crotone        | definitivo (4 milioni €)         |          |
| D                | Timo Letschert       | Utrecht        | definitivo (3,5 milioni €)       |          |
| D                | Pol Lirola           | Juventus       | prestito biennale                |          |
| C                | Luca Mazzitelli      | Brescia        | fine prestito                    |          |
| C                | Alfred Duncan        | Sampdoria      | riscatto (6 milioni €)           |          |
| C                | Matteo Politano      | Roma           | riscatto (3,5 milioni €)         |          |
| C                | Stefano Sensi        | Cesena         | fine prestito                    |          |
| A                | Pietro Iemmello      | Spezia         | definitivo (2,3 milioni €)       |          |
| A                | Alessandro Matri     | Milan          | definitivo                       |          |
| A                | Antonino Ragusa      | Cesena         | definitivo (2,3 milioni €)       |          |
| A                | Federico Ricci       | Roma           | prestito con diritto di riscatto |          |
| Altre operazioni |                      |                |                                  |          |
| R.               | Nome                 | da             | Modalità                         |          |
| D                | Lorenzo Ariaudo      | Empoli         | fine prestito                    |          |
| D                | Leonardo Fontanesi   | Cesena         | fine prestito                    |          |
| D                | Jonathan Rossini     | Savona         | fine prestito                    |          |
| D                | Giacomo Serra        | Imolese        | fine prestito                    |          |
| C                | Abass Alhassan       | Fidelis Andria | fine prestito                    |          |
| C                | Raman Chibsah        | Frosinone      | fine prestito                    |          |
| C                | Giovanni Sbrissa     | Vicenza        | fine prestito                    |          |
| C                | Marcello Sereni      | Parma          | fine prestito                    |          |
| A                | Alberto Aladje Gomes | Ischia         | fine prestito                    |          |
| A                | Pietro Cianci        | Fidelis Andria | definitivo                       |          |
| A                | Antonio Floro Flores | Chievo         | fine prestito                    |          |

| Cessioni         | Cessioni             | Cessioni        | Cessioni                  |
| R.               | Nome                 | a               | Modalità                  |
| ---------------- | -------------------- | --------------- | ------------------------- |
| D                | Gian Marco Ferrari   | Crotone         | prestito                  |
| D                | Alessandro Longhi    | Pisa            | definitivo (gratuito)     |
| D                | Šime Vrsaljko        | Atlético Madrid | definitivo (16 milioni €) |
| C                | Alfred Duncan        | Sampdoria       | fine prestito             |
| C                | Karim Laribi         | Cesena          | prestito                  |
| C                | Matteo Politano      | Roma            | fine prestito             |
| A                | Diego Falcinelli     | Crotone         | prestito                  |
| A                | Nicola Sansone       | Villarreal      | definitivo (13 milioni €) |
| A                | Marcello Trotta      | Crotone         | prestito                  |
| Altre operazioni |                      |                 |                           |
| R.               | Nome                 | a               | Modalità                  |
| D                | Lorenzo Ariaudo      | Frosinone       | definitivo                |
| C                | Jérémie Broh         | Pordenone       | prestito                  |
| D                | Stefano Bufo         | Nibbiano        | prestito                  |
| D                | Leonardo Fontanesi   | Brescia         | prestito                  |
| D                | Jonathan Rossini     | Livorno         | prestito                  |
| D                | Giacomo Serra        | Castelvetro     | definitivo (gratuito)     |
| C                | Abass Alhassan       |                 | svincolato                |
| C                | Raman Chibsah        | Benevento       | prestito                  |
| C                | Giovanni Sbrissa     | Brescia         | prestito                  |
| A                | Alberto Aladje Gomes |                 | svincolato                |
| A                | Pietro Cianci        | Fidelis Andria  | prestito                  |
| A                | Antonio Floro Flores | Chievo          | definitivo (600000 €)     |

### Sessione invernale(dal 1º/1 al 31/1)
| Acquisti         | Acquisti          | Acquisti  | Acquisti      | Acquisti |
| R.               | Nome              | da        | Modalità      |          |
| ---------------- | ----------------- | --------- | ------------- | -------- |
| C                | Alberto Aquilani  | Pescara   | prestito      |          |
| Altre operazioni |                   |           |               |          |
| R.               | Nome              | da        | Modalità      |          |
| C                | Jérémie Broh      | Pordenone | fine prestito |          |
| A                | Gianluca Scamacca | PSV       | definitivo    |          |

| Cessioni         | Cessioni           | Cessioni  | Cessioni   |
| R.               | Nome               | a         | Modalità   |
| ---------------- | ------------------ | --------- | ---------- |
| D                | Emanuele Terranova | Frosinone | definitivo |
| Altre operazioni |                    |           |            |
| R.               | Nome               | da        | Modalità   |
| C                | Jérémie Broh       | Südtirol  | prestito   |

## Risultati

### Serie A

#### Girone di andata
| Arbitro: | Pairetto (Torino) |

|  |           |                    |
|  | Marcatori | 31’ (rig.) Berardi |

| Arbitro: | Tagliavento (Terni) |

|                        |           |           |
| Defrel 38’ Berardi 67’ | Marcatori | 81’ Manaj |

| Arbitro: | Di Bello (Brindisi) |

|                            |           |           |
| Higuaín 5’, 10’ Pjanić 27’ | Marcatori | 33’ Antei |

| Arbitro: | Gavillucci (Latina) |

|                                |           |  |
| Politano 58’ (rig.) Defrel 67’ | Marcatori |  |

| Arbitro: | Giacomelli (Trieste) |

|                          |           |            |
| N. Rigoni 21’ Castro 41’ | Marcatori | 28’ Defrel |

| Arbitro: | Doveri (Roma) |

|            |           |  |
| Defrel 34’ | Marcatori |  |

| Arbitro: | Guida (Torre Annunziata) |

|                                                           |           |                                        |
| Bonaventura 9’ Bacca 69’ (rig.) Locatelli 73’ Paletta 77’ | Marcatori | 10’ Politano 54’ Acerbi 56’ Pellegrini |

| Arbitro: | Massa (Imperia) |

|                        |           |               |
| Sensi 83’ Iemmello 86’ | Marcatori | 2’ Falcinelli |

| Arbitro: | Irrati (Pistoia) |

|           |           |           |
| Verdi 10’ | Marcatori | 86’ Matri |

| Arbitro: | Damato (Barletta) |

|               |           |                                      |
| Cannavaro 12’ | Marcatori | 57’, 76’ (rig.) Dzeko 78’ Nainggolan |

| Arbitro: | Calvarese (Teramo) |

|                        |           |            |
| Lulic 50’ Immobile 55’ | Marcatori | 57’ Defrel |

| Arbitro: | Maresca (Napoli) |

|  |           |                                 |
|  | Marcatori | 19’ Gomez 24’ Caldara 43’ Conti |

| Arbitro: | Doveri (Roma) |

|                                           |           |                         |
| Quagliarella 84’ Muriel 85’, 90+1’ (rig.) | Marcatori | 64’ F. Ricci 74’ Ragusa |

| Arbitro: | Valeri (Roma) |

|             |           |            |
| Insigne 42’ | Marcatori | 82’ Defrel |

| Arbitro: | Claudio Gavillucci (Latina) |

|                                                      |           |  |
| Pellegrini 22’ (rig.) F. Ricci 36’ (rig.) Ragusa 53’ | Marcatori |  |

| Arbitro: | Fabbri (Ravenna) |

|                  |           |            |
| Kalinic 10’, 40’ | Marcatori | 76’ Acerbi |

| Arbitro: | Di Bello (Brindisi) |

|  |           |              |
|  | Marcatori | 47’ Candreva |

| Arbitro: | Celi (Bari) |

|                                       |           |                                               |
| Sau 14’ Borriello 62’ Farias 73’, 76’ | Marcatori | 29’ Adjapong 33’ Pellegrini 58’ (rig.) Acerbi |

| Reggio nell'Emilia 8 gennaio 2017, ore 15:00 CET 19ª giornata | Sassuolo         | 0 – 0 referto | Torino | Mapei Stadium - Città del Tricolore (11 805 spett.)\| Arbitro: \| Irrati (Pistoia) \| |
| Arbitro:                                                      | Irrati (Pistoia) |               |        |                                                                                       |

#### Girone di ritorno
| Arbitro: | Mazzoleni (Bergamo) |

|                                        |           |            |
| Matri 15’, 66’ Ragusa 24’ Politano 83’ | Marcatori | 8’ Quaison |

| Arbitro: | Valeri (Roma) |

|              |           |                              |
| Bahebeck 56’ | Marcatori | 1’, 73’ Matri 65’ Pellegrini |

| Arbitro: | Doveri (Roma) |

|  |           |                        |
|  | Marcatori | 9’ Higuain 25’ Khedira |

| Arbitro: | Russo (Nola) |

|  |           |                |
|  | Marcatori | 26’ Pellegrini |

| Arbitro: | Pairetto (Nichelino) |

|           |           |                       |
| Matri 24’ | Marcatori | 39’, 56’, 67’ Inglese |

| Arbitro: | Tagliavento (Terni) |

|           |           |                 |
| Fofana 7’ | Marcatori | 70’, 79’ Defrel |

| Arbitro: | Calvarese (Teramo) |

|  |           |                  |
|  | Marcatori | 22’ (rig.) Bacca |

| Crotone 5 marzo 2017, ore 15:00 CET 27ª giornata | Crotone          | 0 – 0 referto | Sassuolo | Stadio Ezio Scida (7 544 spett.)\| Arbitro: \| Fabbri (Ravenna) \| |
| Arbitro:                                         | Fabbri (Ravenna) |               |          |                                                                    |

| Arbitro: | Valeri (Roma) |

|  |           |            |
|  | Marcatori | 58’ Destro |

| Arbitro: | Di Bello (Brindisi) |

|                                   |           |           |
| Paredes 16’ Salah 45+2’ Dzeko 68’ | Marcatori | 9’ Defrel |

| Arbitro: | Giacomelli (Trieste) |

|                    |           |                                  |
| Berardi 26’ (rig.) | Marcatori | 42’ Immobile 83’ (aut.) Consigli |

| Arbitro: | Rizzoli (Bologna) |

|               |           |                |
| Cristante 73’ | Marcatori | 36’ Pellegrini |

| Arbitro: | Pairetto (Nichelino) |

|                       |           |            |
| Ragusa 49’ Acerbi 56’ | Marcatori | 28’ Schick |

| Arbitro: | Damato (Barletta) |

|                            |           |                       |
| Berardi 59’ Mazzitelli 80’ | Marcatori | 52’ Mertens 84’ Milik |

| Arbitro: | Doveri (Roma) |

|                        |           |                                 |
| Pucciarelli 24’ (rig.) | Marcatori | 19’ Peluso 34’ Matri 57’ Duncan |

| Arbitro: | Gavillucci (Latina) |

|                                  |           |                               |
| Politano 74’ (rig.) Iemmello 85’ | Marcatori | 37’ Chiesa 90+4’ Bernardeschi |

| Arbitro: | Massa (Imperia) |

|          |           |                   |
| Eder 70’ | Marcatori | 36’, 50’ Iemmello |

| Arbitro: | Nasca (Bari) |

|                                                                                           |           |                    |
| Magnanelli 7’ Berardi 12’ Politano 13’ Borriello 34’ (aut.) Iemmello 56’ (rig.) Matri 90’ | Marcatori | 25’ Sau 60’ Ionita |

| Arbitro: | Rapuano (Rimini) |

|                                                               |           |                             |
| Boyé 6’ Baselli 22’ De Silvestri 45+1’ Falque 57’ Belotti 79’ | Marcatori | 14’, 40’, 81’ (rig.) Defrel |

### Coppa Italia

#### Fase finale
| Arbitro: | Rocchi (Firenze) |

|               |           |                             |
| Pellegrini 4’ | Marcatori | 81’ (rig.) Ciano 84’ Laribi |

### UEFA Europa League

#### Terzo turno preliminare
| Arbitro: | Ekberg |

|              |           |                    |
| Schneuwly 8’ | Marcatori | 42’ (rig.) Berardi |

| Arbitro: | Palabiyik |

|                                    |           |  |
| Berardi 19’, 39’ (rig.) Defrel 64’ | Marcatori |  |

#### Play-off
| Arbitro: | Gözübüyük |

|                                     |           |  |
| Berardi 16’ Politano 40’ Defrel 70’ | Marcatori |  |

| Arbitro: | Borbalán |

|           |           |             |
| Katai 54’ | Marcatori | 28’ Berardi |

#### Fase a gironi
| Arbitro: | Raczkowski |

|                                    |           |  |
| Lirola 60’ Defrel 75’ Politano 82’ | Marcatori |  |

| Arbitro: | Liany |

|                                  |           |              |
| Karelīs 8’ Bailey 25’ Buffel 61’ | Marcatori | 65’ Politano |

| Arbitro: | Miguel |

|           |           |                      |
| Schaub 7’ | Marcatori | 66’ (aut.) Schrammel |

| Arbitro: | Pawson |

|                             |           |                         |
| Defrel 34’ Pellegrini 45+2’ | Marcatori | 86’ Jelić 90’ Kvilitaia |

| Arbitro: | Kassai |

|                                      |           |                                 |
| Raúl García 10’ Aduriz 58’ Lekue 79’ | Marcatori | 2’ (aut.) Balenziaga 83’ Ragusa |

| Arbitro: | Grinfeld |

|  |           |                         |
|  | Marcatori | 58’ Heynen 80’ Trossard |

## Statistiche

### Statistiche di squadra
| Competizione       | Punti | In casa | In casa | In casa | In casa | In trasferta | In trasferta | In trasferta | In trasferta | Totale | Totale | Totale | Totale | Gf | Gs | D.R. |
| Competizione       | Punti | G       | V       | N       | P       | G            | V            | N            | P            | G      | V      | N      | P      | Gf | Gs | D.R. |
| ------------------ | ----- | ------- | ------- | ------- | ------- | ------------ | ------------ | ------------ | ------------ | ------ | ------ | ------ | ------ | -- | -- | ---- |
| Serie A            | 46    | 19      | 7       | 3       | 9       | 19           | 6            | 4            | 9            | 38     | 13     | 7      | 18     | 58 | 63 | −5   |
| Coppa Italia       | -     | 1       | 0       | 0       | 1       | 0            | 0            | 0            | 0            | 1      | 0      | 0      | 1      | 1  | 2  | −1   |
| UEFA Europa League | 5     | 5       | 3       | 1       | 1       | 5            | 0            | 3            | 2            | 10     | 3      | 4      | 3      | 17 | 13 | 4    |
| Totale             | -     | 25      | 10      | 4       | 11      | 24           | 6            | 7            | 11           | 49     | 16     | 11     | 22     | 76 | 78 | −2   |

### Andamento in campionato
| Giornata  | 1 | 2  | 3  | 4  | 5  | 6  | 7  | 8  | 9  | 10 | 11 | 12 | 13 | 14 | 15 | 16 | 17 | 18 | 19 | 20 | 21 | 22 | 23 | 24 | 25 | 26 | 27 | 28 | 29 | 30 | 31 | 32 | 33 | 34 | 35 | 36 | 37 | 38 |
| --------- | - | -- | -- | -- | -- | -- | -- | -- | -- | -- | -- | -- | -- | -- | -- | -- | -- | -- | -- | -- | -- | -- | -- | -- | -- | -- | -- | -- | -- | -- | -- | -- | -- | -- | -- | -- | -- | -- |
| Luogo     | T | C  | T  | C  | T  | C  | T  | C  | T  | C  | T  | C  | T  | T  | C  | T  | C  | T  | C  | C  | T  | C  | T  | C  | T  | C  | T  | C  | T  | C  | T  | C  | C  | T  | C  | T  | C  | T  |
| Risultato | V | P  | P  | V  | P  | V  | P  | V  | N  | P  | P  | P  | P  | N  | V  | P  | P  | P  | N  | V  | V  | P  | V  | P  | V  | P  | N  | P  | P  | P  | N  | V  | N  | V  | N  | V  | V  | P  |
| Posizione | 9 | 13 | 17 | 11 | 13 | 10 | 13 | 10 | 10 | 14 | 16 | 16 | 16 | 16 | 15 | 15 | 16 | 16 | 16 | 16 | 14 | 16 | 13 | 13 | 12 | 13 | 12 | 13 | 15 | 15 | 15 | 14 | 14 | 14 | 14 | 13 | 11 | 12 |

Fonte:  Serie A, su calcio.com.
Legenda:

Luogo: C = Casa; T = Trasferta. Risultato: V = Vittoria; N = Pareggio; P = Sconfitta.

### Statistiche dei giocatori
A completamento delle statistiche vanno conteggiati 1 autogol in campionato e 2 autogol in Europa League a favore degli emiliani.
Sono in corsivo i calciatori che si sono trasferiti a stagione in corso.
| Giocatore     | Serie A  | Serie A | Serie A     | Serie A    | Coppa Italia | Coppa Italia | Coppa Italia | Coppa Italia | Europa League | Europa League | Europa League | Europa League | Totale   | Totale | Totale      | Totale     |
| Giocatore     | Presenze | Reti    | Ammonizioni | Espulsioni | Presenze     | Reti         | Ammonizioni  | Espulsioni   | Presenze      | Reti          | Ammonizioni   | Espulsioni    | Presenze | Reti   | Ammonizioni | Espulsioni |
| ------------- | -------- | ------- | ----------- | ---------- | ------------ | ------------ | ------------ | ------------ | ------------- | ------------- | ------------- | ------------- | -------- | ------ | ----------- | ---------- |
| F. Acerbi     | 38       | 4       | ?           | ?          | 1            | 0            | 0            | 0            | 10            | 0             | 2             | 0             | 49       | 4      | 2+          | 0+         |
| C. Adjapong   | 9        | 0       | ?           | ?          | 1            | 0            | 0            | 0            | 3             | 0             | 0             | 0             | 13       | 0      | 0+          | 0+         |
| L. Antei      | 15       | 1       | ?           | ?          | 1            | 0            | 1            | 0            | 2             | 0             | 0             | 0             | 18       | 1      | 1+          | 0+         |
| A. Aquilani   | 16       | 0       | ?           | ?          | 0            | 0            | 0            | 0            | 0             | 0             | 0             | 0             | 16       | 0      | 0+          | 0+         |
| D. Berardi    | 21       | 4       | ?           | ?          | 0            | 0            | 0            | 0            | 4             | 5             | 0             | 0             | 25       | 9      | 0+          | 0+         |
| D. Biondini   | 14       | 0       | ?           | ?          | 0            | 0            | 0            | 0            | 8             | 0             | 1             | 0             | 22       | 0      | 1+          | 0+         |
| P. Cannavaro  | 18       | 1       | ?           | ?          | 0            | 0            | 0            | 0            | 7             | 0             | 1             | 0             | 25       | 1      | 1+          | 0+         |
| S. Caputo     | 0        | 0       | ?           | ?          | 0            | 0            | 0            | 0            | 2             | 0             | 0             | 0             | 2        | 0      | 0+          | 0+         |
| A. Consigli   | 37       | -55     | ?           | ?          | 0            | -0           | 0            | 0            | 9             | -11           | 0             | 0             | 46       | -66    | 0+          | 0+         |
| G. Defrel     | 29       | 11      | ?           | ?          | 1            | 0            | 0            | 0            | 8             | 3             | 1             | 0             | 38       | 14     | 1+          | 0+         |
| C. Dell'Orco  | 9        | 0       | ?           | ?          | 1            | 0            | 1            | 0            | 0             | 0             | 0             | 0             | 10       | 0      | 1+          | 0+         |
| A. Duncan     | 21       | 1       | ?           | ?          | 1            | 0            | 0            | 0            | 5             | 0             | 0             | 0             | 27       | 1      | 0+          | 0+         |
| D. Falcinelli | 1        | 0       | ?           | ?          | 0            | 0            | 0            | 0            | 4             | 0             | 0             | 0             | 5        | 0      | 0+          | 0+         |
| S. Franchini  | 0        | 0       | ?           | ?          | 0            | 0            | 0            | 0            | 1             | 0             | 0             | 0             | 1        | 0      | 0+          | 0+         |
| M. Gazzola    | 16       | 0       | ?           | ?          | 0            | 0            | 0            | 0            | 5             | 0             | 1             | 0             | 21       | 0      | 1+          | 0+         |
| P. Iemmello   | 17       | 5       | ?           | ?          | 1            | 0            | 0            | 0            | 0             | 0             | 0             | 0             | 18       | 5      | 0+          | 0+         |
| T. Letschert  | 9        | 0       | ?           | ?          | 0            | 0            | 0            | 0            | 3             | 0             | 0             | 0             | 12       | 0      | 0+          | 0+         |
| P. Lirola     | 22       | 0       | ?           | ?          | 0            | 0            | 0            | 0            | 7             | 1             | 0             | 0             | 29       | 1      | 0+          | 0+         |
| F. Magnanelli | 15       | 1       | ?           | ?          | 0            | 0            | 0            | 0            | 9             | 0             | 2             | 0             | 24       | 1      | 2+          | 0+         |
| A. Matri      | 31       | 8       | ?           | ?          | 0            | 0            | 0            | 0            | 6             | 0             | 1             | 0             | 37       | 8      | 1+          | 0+         |
| L. Mazzitelli | 17       | 1       | ?           | ?          | 1            | 0            | 0            | 0            | 5             | 0             | 2             | 0             | 23       | 1      | 2+          | 0+         |
| S. Missiroli  | 13       | 0       | ?           | ?          | 0            | 0            | 0            | 0            | 2             | 0             | 1             | 0             | 15       | 0      | 1+          | 0+         |
| G. Pegolo     | 1        | -5      | 0           | 0          | 1            | -2           | 0            | 0            | 1             | -2            | 0             | 0             | 3        | -9     | 0           | 0          |
| L. Pellegrini | 28       | 6       | ?           | ?          | 1            | 1            | 0            | 0            | 5             | 0             | 0             | 0             | 34       | 7      | 0+          | 0+         |
| F. Peluso     | 34       | 1       | ?           | ?          | 0            | 0            | 0            | 0            | 7             | 0             | 3             | 0             | 41       | 1      | 3+          | 0+         |
| M. Politano   | 32       | 5       | ?           | ?          | 1            | 0            | 0            | 0            | 9             | 3             | 1             | 0             | 42       | 8      | 1+          | 0+         |
| A. Ragusa     | 25       | 4       | ?           | ?          | 1            | 0            | 0            | 0            | 6             | 1             | 2             | 0             | 32       | 5      | 2+          | 0+         |
| F. Ricci      | 24       | 2       | ?           | ?          | 1            | 0            | 0            | 0            | 6             | 0             | 0             | 0             | 31       | 2      | 0+          | 0+         |
| N. Sansone    | 0        | 0       | ?           | ?          | 0            | 0            | 0            | 0            | 2             | 0             | 1             | 0             | 2        | 0      | 1+          | 0+         |
| S. Sensi      | 16       | 1       | ?           | ?          | 1            | 0            | 0            | 0            | 2             | 0             | 0             | 0             | 19       | 1      | 0+          | 0+         |
| E. Terranova  | 3        | 0       | ?           | ?          | 0            | 0            | 0            | 0            | 0             | 0             | 0             | 0             | 3        | 0      | 0+          | 0+         |
| M. Trotta     | 0        | 0       | 0           | 0          | 0            | 0            | 0            | 0            | 2             | 0             | 0             | 0             | 2        | 0      | 0           | 0          |